# ちびっ子大喜利
ちびっ子大喜利（ちびっこおおぎり）は、日本テレビ系列のバラエティ番組「笑点」の中で放送されたコーナー。1970年8月24日放送開始。

## 概説
通常の大喜利では落語家が出演しているが、この大喜利は子役出身の若手俳優などの若年の芸能人を集めた大喜利であり、前田武彦、三波伸介が司会の頃に定期的に行われていた。座布団運びは基本的に若手の落語家が務めていた。
ちびっ子大喜利メンバーも、笑点メンバーと同じくそれぞれ答えの傾向やキャラクターがある。